# Дракони (мультсеріал)
«Дракони» (англ. Dragons) — анімаційний серіал компанії DreamWorks за мотивами серії книжок Крессіди Ковел Як приборкати дракона. Дебютував 7 серпня 2012 року на телеканалі Cartoon Network. На даний момент (кінець 2014 року) складається з двох сезонів: «Дракони: Вершники Берка» та «Дракони: Захисники Берка». В травні 2014 року компанія-виробник оголосила про продовження серіалу ще на два сезони, в яких герої будуть виглядати дорослішими і більш схожими на героїв повнометражного мультфільму «Як приборкати дракона 2».

## Сюжет
Сюжет серіалу розкриває історію героїв повнометражного мультфільму «Як приборкати дракона» від його закінчення до подій, показаних в сиквелі «Як приборкати дракона 2». 
Після встановлення миру між драконами і людьми острова Берка Гикавка, син вождя вікінгів Стоїка Обширного, отримує купу нових проблем - дикі дракони острова після припинення їх винищення нахабніють і починають ламати будинки, красти їжу, псувати городи та лякати овець. Зрештою вікінгам уривається терпець і вони вимагають від свого вождя щось вдіяти з драконячим нашестям - у відповідь Стоїк призначає Гикавку головою "Академії драконів" і ставить завдання виробити методику дресирування нових домашніх улюбленців. Тим часом довколишніми островами ширяться чутки про надзвичайне підсилення бойової потуги клану Берка, через які войовничі сусіди починають готуватися до війни.

## Персонажі

#### Драконячі вершники
- Гикавка - головний герой серіалу. Має дракона виду Нічна Лють, на ім'я Беззубик. Син вождя Стоїка.
- Астрід - дівчина-вікінг, любить Гикавку. Має дракона виду Смертельний змійовик, на ім'я Буревійка.
- Шмаркляк Йоргенсон - вікінг. Має дракона виду Жахливе чудовисько, на ім'я Кривоікл.
- Рибоніг - дослідник драконів. Має дракона виду Гронкл, на ім'я Сарделька.
- Близнюки Впертюх і Твердюх - брат і сестра. Мають дракона виду Застібачка на ім'я Блювко та Відриг.

#### Відомі жителі Берку, вікінги
- Стоїк - Вождь вікінгів. Батько Гикавки. З 7 епізода мав дракона виду Гомогур по імені Торнадо, відпустив у 38 епізоді на захист маленьких драконів того ж виду.
- Патяк - коваль на острові Берк, найкраще знає драконів. Друг Стоїка, наставник Гикавки. В минулому драконоборець.
- Образило - Батько Шмаркляка
- Ґустав - лідер "Команди А"
- Готка - віщунка, німа.
- Ведрон - художник.
- Свен - вівчар.
- Шлак - рибалка.

#### Інші персонажі
- Елвін - один з ватажків вигнанців, в минулому житель Берку.
- Дикун - права рука Елвіна, один з вигнанців.
- Даґар - вождь Берсерків.
- Гнилець - ненавидить драконів, в минулому житель Берку.
- Йоґан - купець.

#### Дракони
- Нічна лють (англ. Night Fury) - рідкісний вид драконів, який відноситься до класу Разючих. Єдиний відомий представник цього виду має Гикавка, на ім'я Беззубик. Цей дракон відрізняється неймовірною швидкістю, вкрай незвичайним синім вогненним диханням і, мабуть, найвищим інтелектом серед драконів.
- Смертельний верть - дракон, що пускає шипи.
- Жахливе чудовисько - самозапальний дракон. Одним з цього виду володіє Шмаркляк.
- Ґронкл - кам'яноїдний дракон. Попоївши декілька видів каменя випльовує розплавлений метал Гронкла. Одним з цього виду володіє Рибоніг.
- Огидна застібачка - двоголовий дракон. Одна голова випускає газ друга його підпалює.
- Громогур - дракон який випускає звукову хвилю. Одним з цього виду володіє Стоїк.
- Шепіт смерті - підземний дракон, має шипи по всьому тілу, якими риє тунелі, боїться сонячного проміння.
- Вересклива смерть - білий підземний дракон, який росте до величезних розмірів, риє тунелі, не боїться сонячного проміння.
- Туманний дракон - маленький дракон, який випускає туман для маскування. Будує гнізда з металу.
- Вихормеранг - дракон, який не боїться вугрів, злітає як вихор з іскрами, має лапи гострі як лезо.
- Тепловий дракон -маленький дракон, живе переважно в печерах.
- Скалдрон (Череп) - пускає отруйний окріп, живе під водою, але іноді вистрибує з води.
- Вогняний  хробак - маленький вогняний дракон, переважно живуть у печерах.
- Королева вогняного хробака - великий дракон, який охороняє печери з маленькими вогняними хробаками.
- Страхольот - дракон, який світиться, паралізує туманним пилом.
- Мінливокрил - дракон, що може ставати невидимим, яйця цього виду світяться різнокольоровим сяйвом.

## Список сезонів
| Сезон | Епізоди | Епізоди | Оригінальний показ | Оригінальний показ | Назва сезону    |
| Сезон | Епізоди | Епізоди | Перший показ       | Останній показ     | Назва сезону    |
| ----- | ------- | ------- | ------------------ | ------------------ | --------------- |
| 1     | 20      | 20      | 7 серпня 2012      | 20 березня 2013    | Вершники Берку  |
| 2     | 20      | 20      | 19 вересня 2013    | 5 березня 2014     | Захисники Берку |

| Сезон | Епізоди | Епізоди | Оригінальний випуск | Оригінальний випуск | Назва сезону         |
| Сезон | Епізоди | Епізоди | Перший випуск       | Останній випуск     | Назва сезону         |
| ----- | ------- | ------- | ------------------- | ------------------- | -------------------- |
| 1     | 13      | 13      | 26 червня 2015      | TBA                 | Перегони безстрашних |
| 2     | 13      | 13      | 8 січня 2016        | TBA                 | TBA                  |
| 3     | 13      | 13      | 24 червня 2016      | TBA                 | TBA                  |
| 4     | 13      | 13      | 17 лютого 2017      | TBA                 | TBA                  |
| 5     | 13      | 13      | 25 серпня 2017      | TBA                 | TBA                  |
| 6     | 13      | 13      | 16 лютого 2018      | TBA                 | TBA                  |